# São Félix da Marinha
São Félix da Marinha ist eine Gemeinde im Nordwesten Portugals.

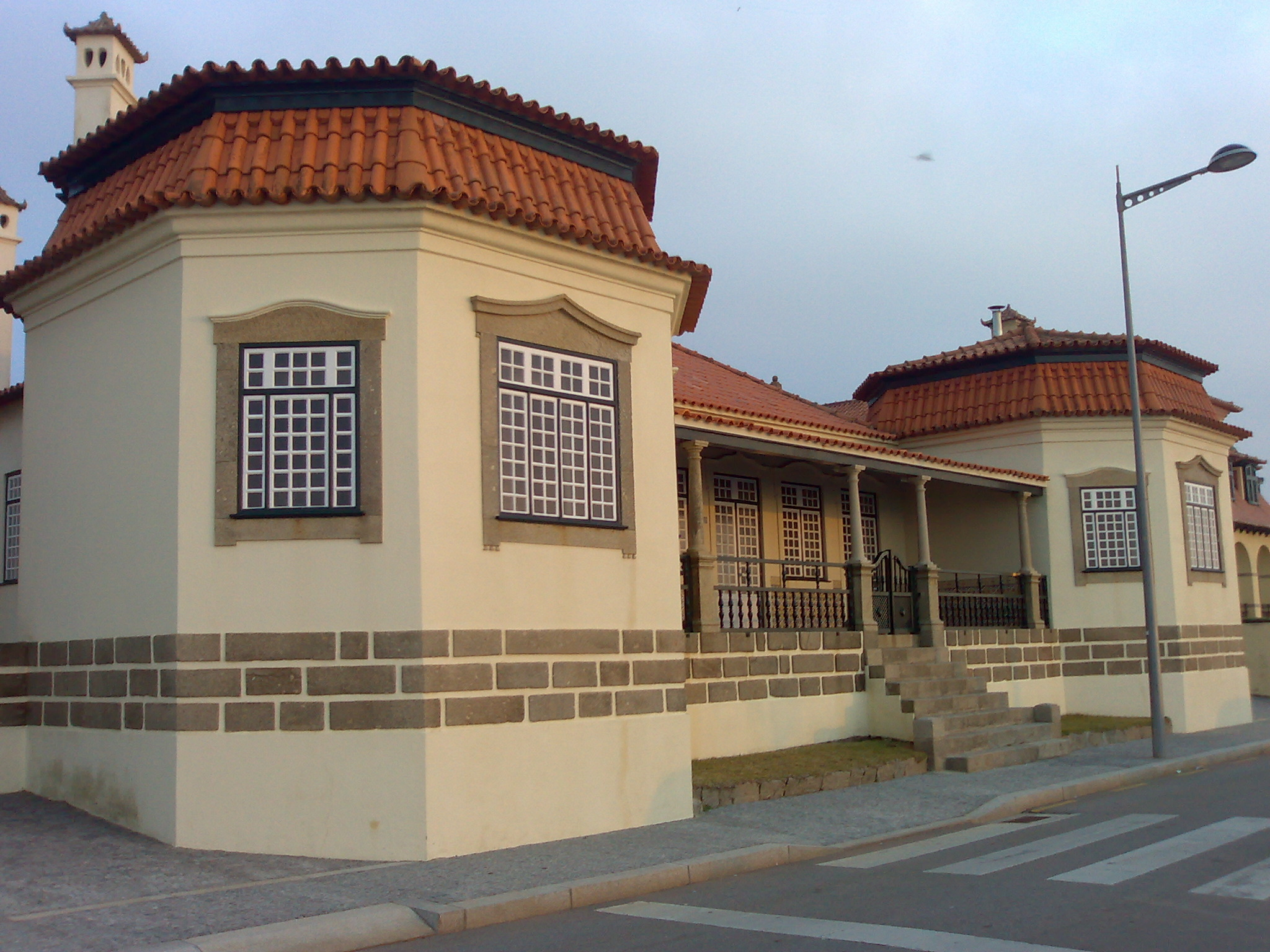
Haus am Strand von Granja

São Félix da Marinha gehört zum Kreis Vila Nova de Gaia im Distrikt Porto, besitzt eine Fläche von 7,9 km² und hat 13.560 Einwohner (Stand 19. April 2021). Der Ort wurde am 19. April 2001 zur Vila (dt.: Kleinstadt) erhoben.